# Едіт-Ендейв (Нью-Мексико)
Едіт-Ендейв (англ. Edith Endave) — переписна місцевість (CDP) в США, в окрузі Берналільйо штату Нью-Мексико. Населення — 200 осіб (2020).

## Географія
Едіт-Ендейв розташований за координатами 35°12′42″ пн. ш. 106°35′6″ зх. д. / 35.21167° пн. ш. 106.58500° зх. д. (35.211714, -106.584865).  За даними Бюро перепису населення США в 2010 році переписна місцевість мала площу 4,04 км², з яких 3,92 км² — суходіл та 0,12 км² — водойми.

## Демографія
Згідно з переписом 2010 року, у переписній місцевості мешкало 211 особа в 86 домогосподарствах у складі 50 родин. Густота населення становила 52 особи/км².  Було 95 помешкань (24/км²).
Расовий склад населення:
| - 56,4 % — білих - 12,3 % — корінних американців - 1,4 % — чорних або афроамериканців - 0,5 % — азіатів - 24,6 % — осіб інших рас |

До двох чи більше рас належало 4,7 %. Частка іспаномовних становила 43,6 % від усіх жителів.
За віковим діапазоном населення розподілялося таким чином: 20,4 % — особи молодші 18 років, 59,2 % — особи у віці 18—64 років, 20,4 % — особи у віці 65 років та старші. Медіана віку мешканця становила 48,7 року. На 100 осіб жіночої статі у переписній місцевості припадало 93,6 чоловіків;  на 100 жінок у віці від 18 років та старших — 82,6 чоловіків також старших 18 років.
Середній дохід на одне домашнє господарство  становив 57 785 доларів США (медіана — 42 917), а середній дохід на одну сім'ю — 70 658 доларів (медіана — 71 250). Медіана доходів становила 41 875 доларів для чоловіків та 36 500 доларів для жінок. За межею бідності перебувало 27,1 % осіб, у тому числі 35,1 % дітей у віці до 18 років та 20,6 % осіб у віці 65 років та старших.
Цивільне працевлаштоване населення становило 132 особи. Основні галузі зайнятості: освіта, охорона здоров'я та соціальна допомога — 17,4 %, науковці, спеціалісти, менеджери — 12,9 %, будівництво — 12,1 %.